# Parthenos sylvia
Parthenos sylvia là một loài bướm trong họ Nymphalidae phân bố ở Nam Á và Đông Nam Á, chủ yếu ở khu vực rừng. Chúng là loài bướm bay nhanh và có thói quen bay với đôi cánh vỗ mạnh giữa vị trí nằm ngang và một vài độ bên dưới chiều ngang. Chúng có thể lượn giữa các cú vỗ cánh.

## Phân bố
Loài bướm này sinh sống ở Tây Ghats, Bangladesh, Assam, Campuchia, Myanmar, Sri Lanka và Đông Nam Á (Malaya, Philippines và New Guinea).

## Phân loài
Loài này có các phân loài sau:
- P. s. admiralia Rothschild, 1915
- P. s. apicalis Moore, 1878
- P. s. aruana Moore, [1897]
- P. s. bandana Fruhstorfer
- P. s. bellimontis Fruhstorfer, 1899
- P. s. borneensis Staudinger, 1889
- P. s. brunnea Staudinger, 1888
- P. s. couppei Ribbe, 1898
- P. s. cyaneus Moore, 1877
- P. s. ellina Fruhstorfer, 1899
- P. s. gambrisius (Fabricius, 1787)
- P. s. guineensis Fruhstorfer, 1899
- P. s. joloensis Fruhstorfer, 1899
- P. s. lilacinus Butler, 1879
- P. s. nodrica (Boisduval, 1832)
- P. s. numita Fruhstorfer
- P. s. obiana Fruhstorfer, 1904
- P. s. pherekrates Fruhstorfer, 1904
- P. s. pherekides Fruhstorfer, 1904
- P. s. philippinensis Fruhstorfer, 1899
- P. s. roepstorfii Moore, [1897]
- P. s. salentia (Hopffer, 1874)
- P. s. silvicola Fruhstorfer, 1897
- P. s. sulana Fruhstorfer, 1899
- P. s. sumatrensis Fruhstorfer, 1899
- P. s. sylla (Donovan, 1798)
- P. s. theriotes Fruhstorfer
- P. s. thesaurinus Grose-Smith, 1897
- P. s. thesaurus Mathew, 1887
- P. s. tualensis Fruhstorfer, 1899
- P. s. ugiensis Fruhstorfer
- P. s. virens Moore, 1877

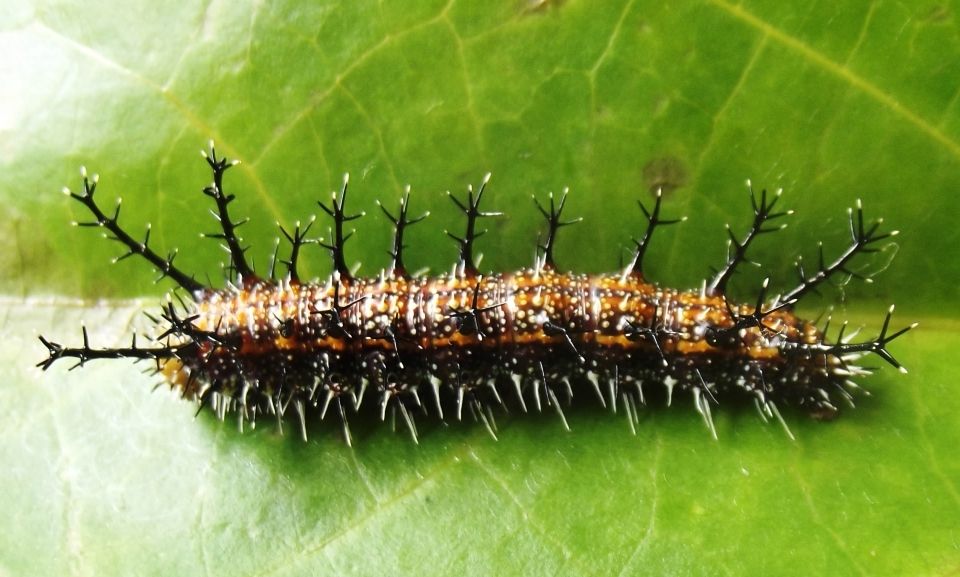
Ấu trùng
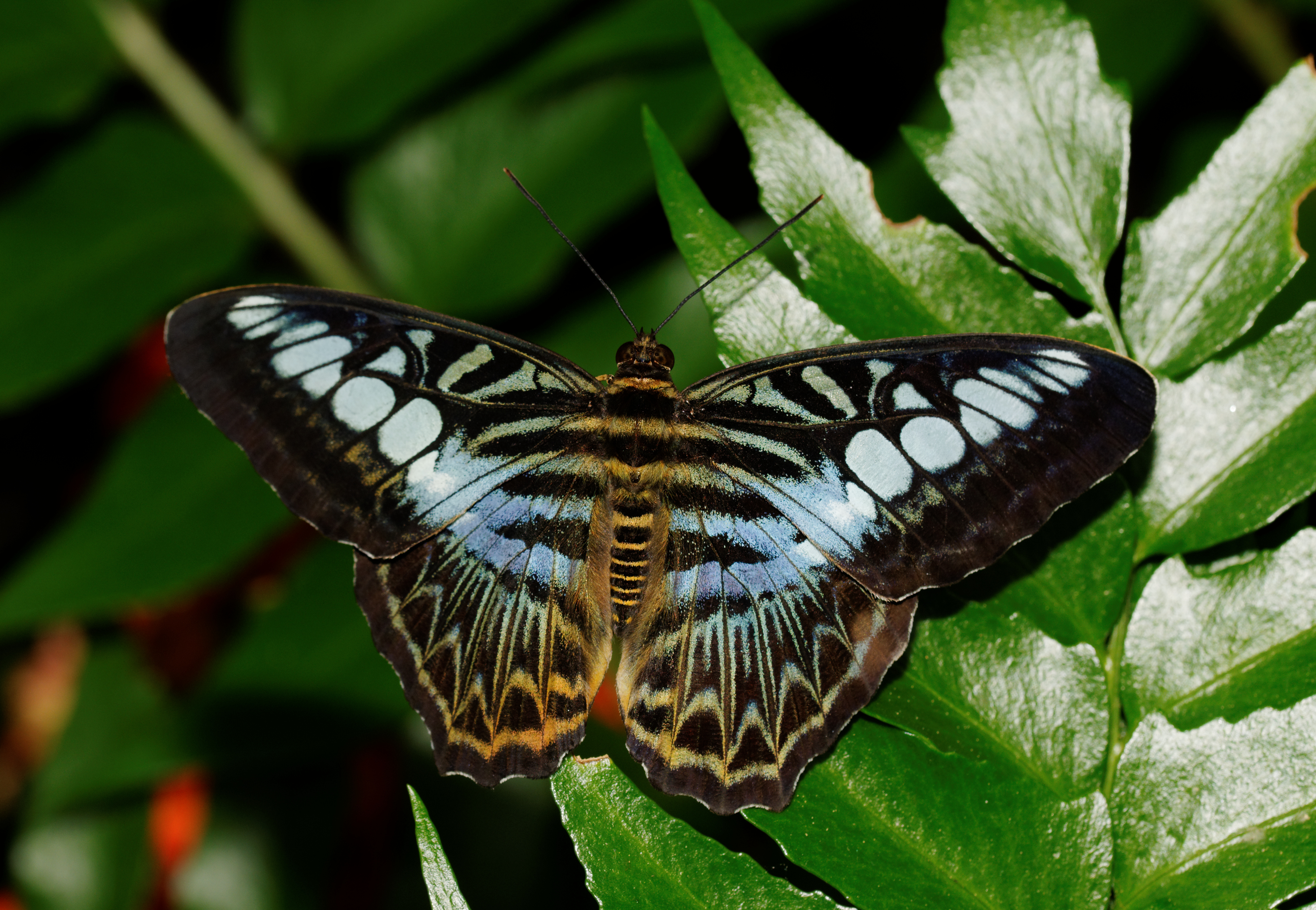
P. s. lilacinus
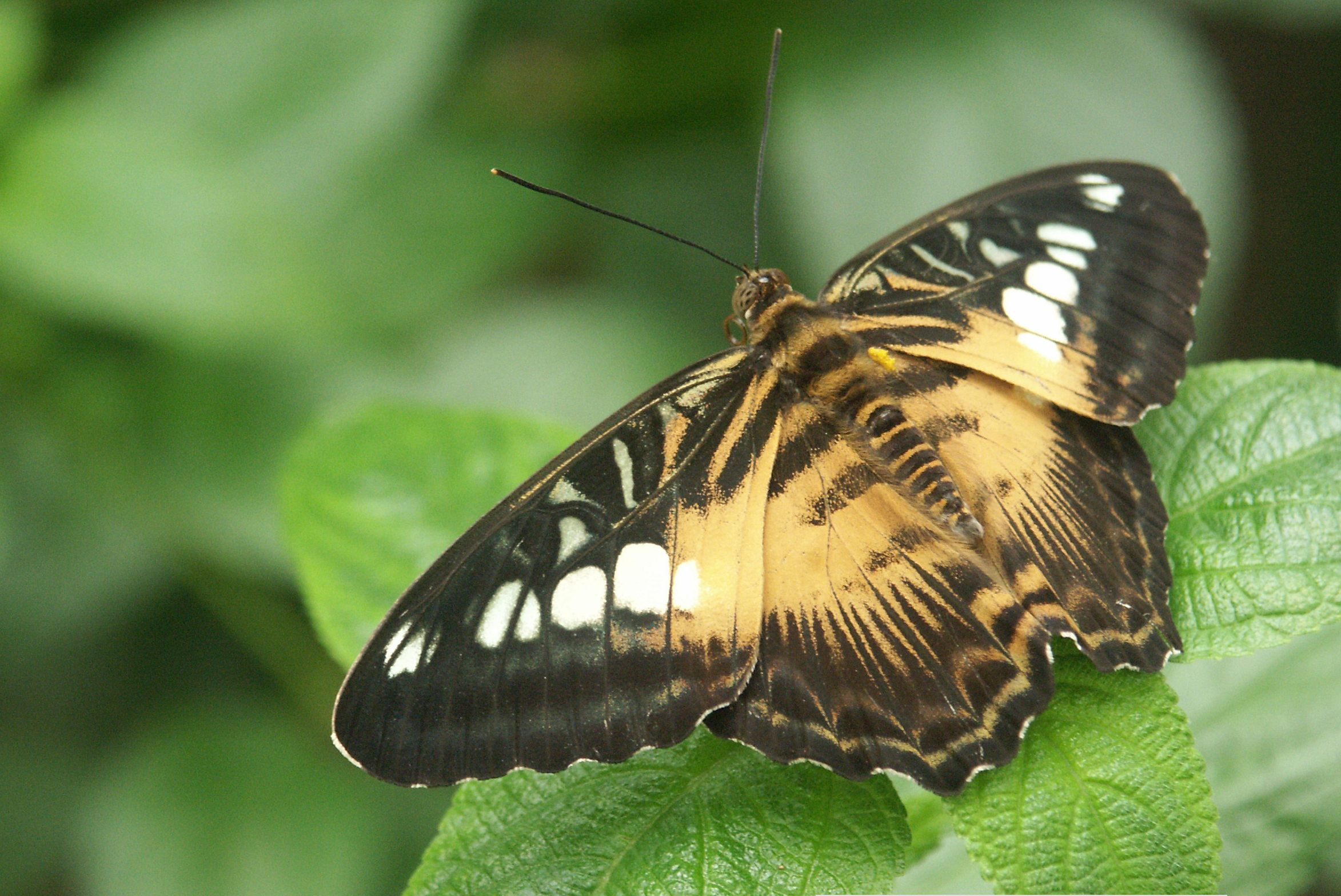
Race philippensis
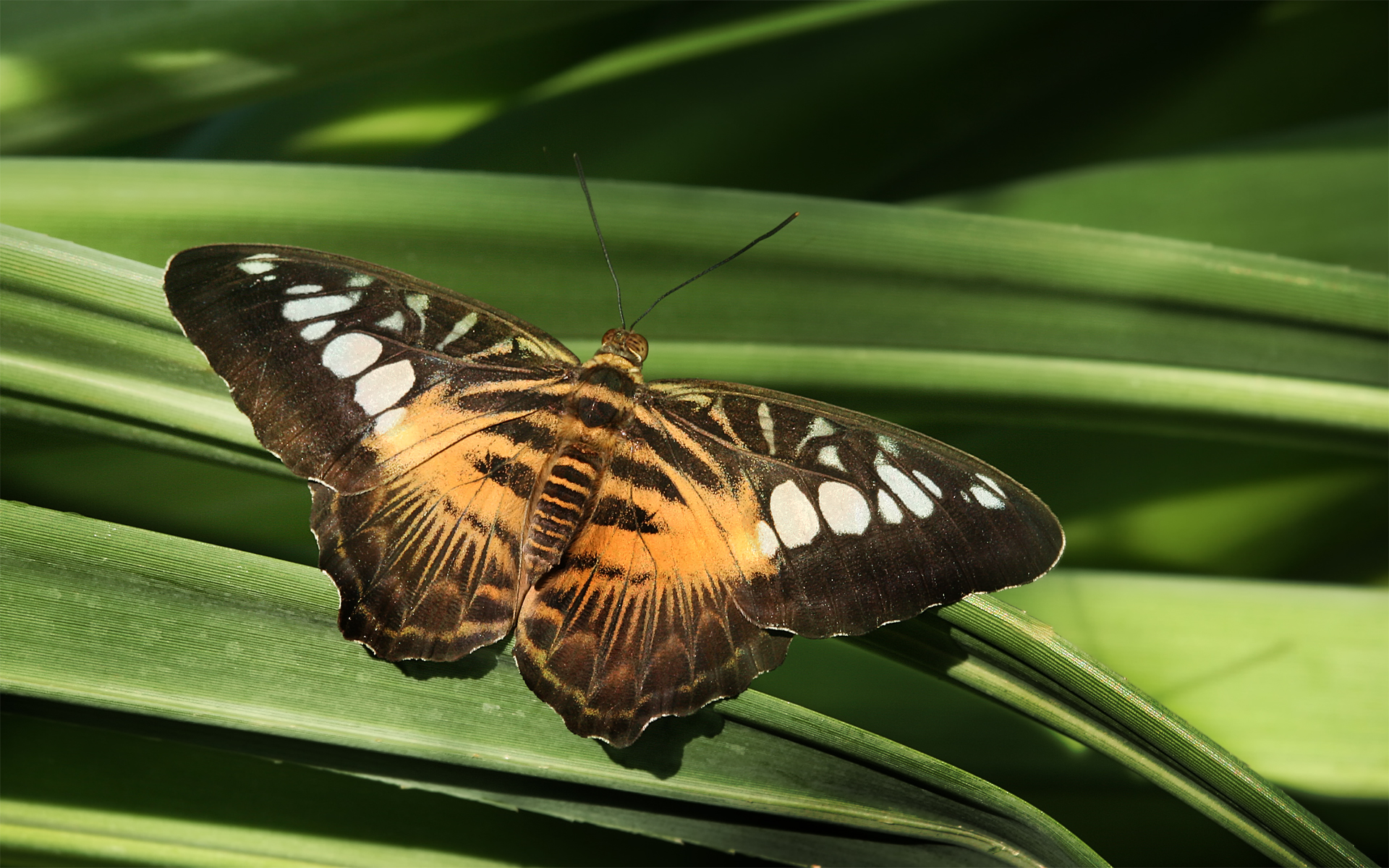
P. s. philippinensis
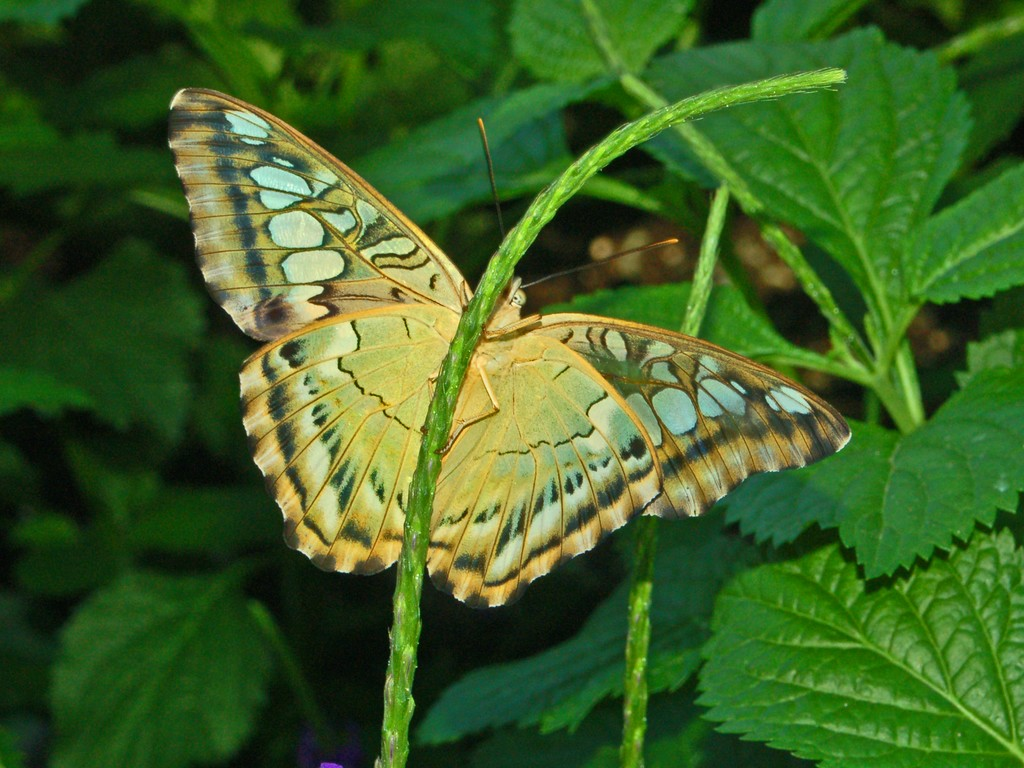
Hình ảnh chụp từ dưới lên
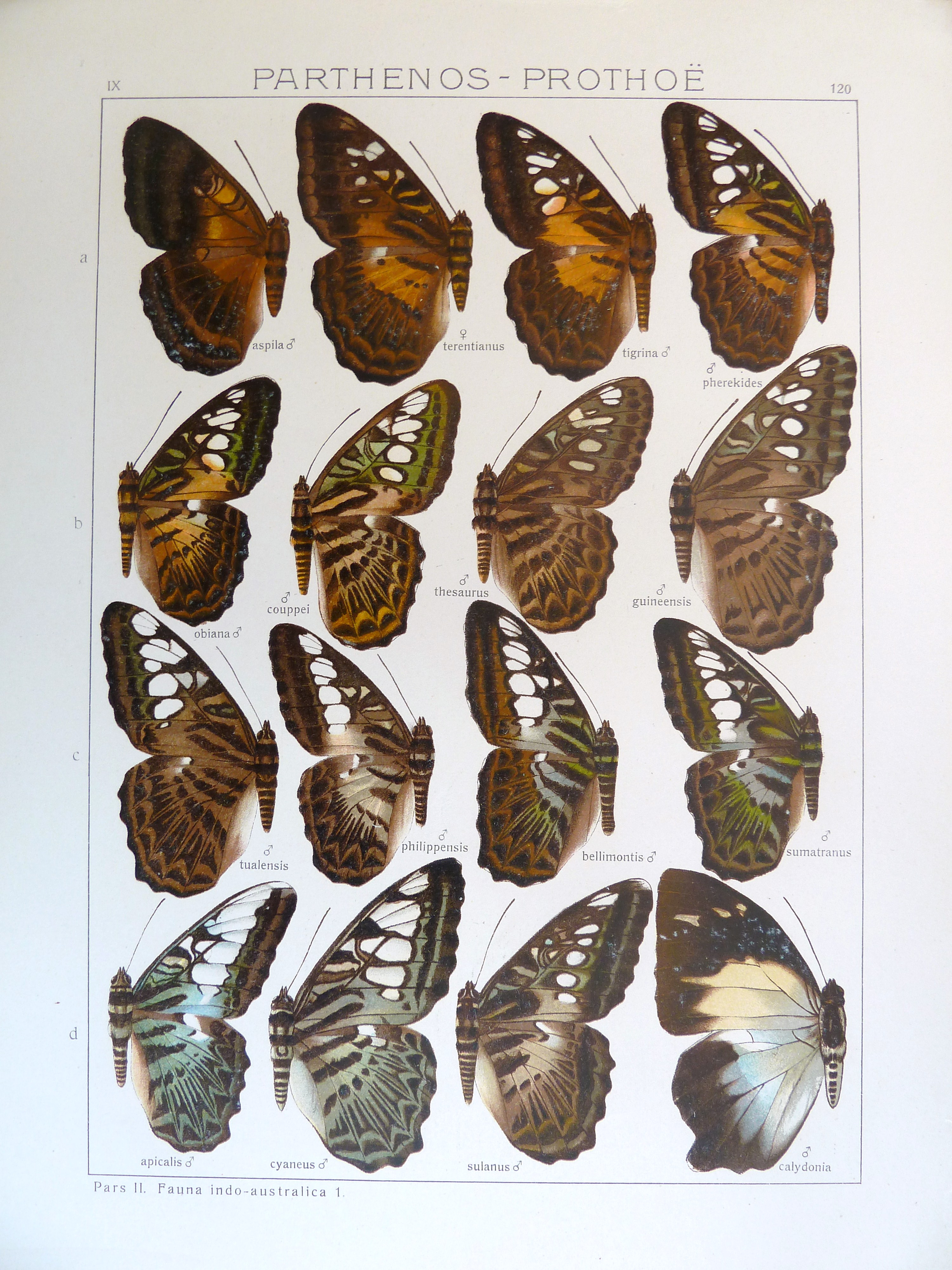
Races depicted in Seitz
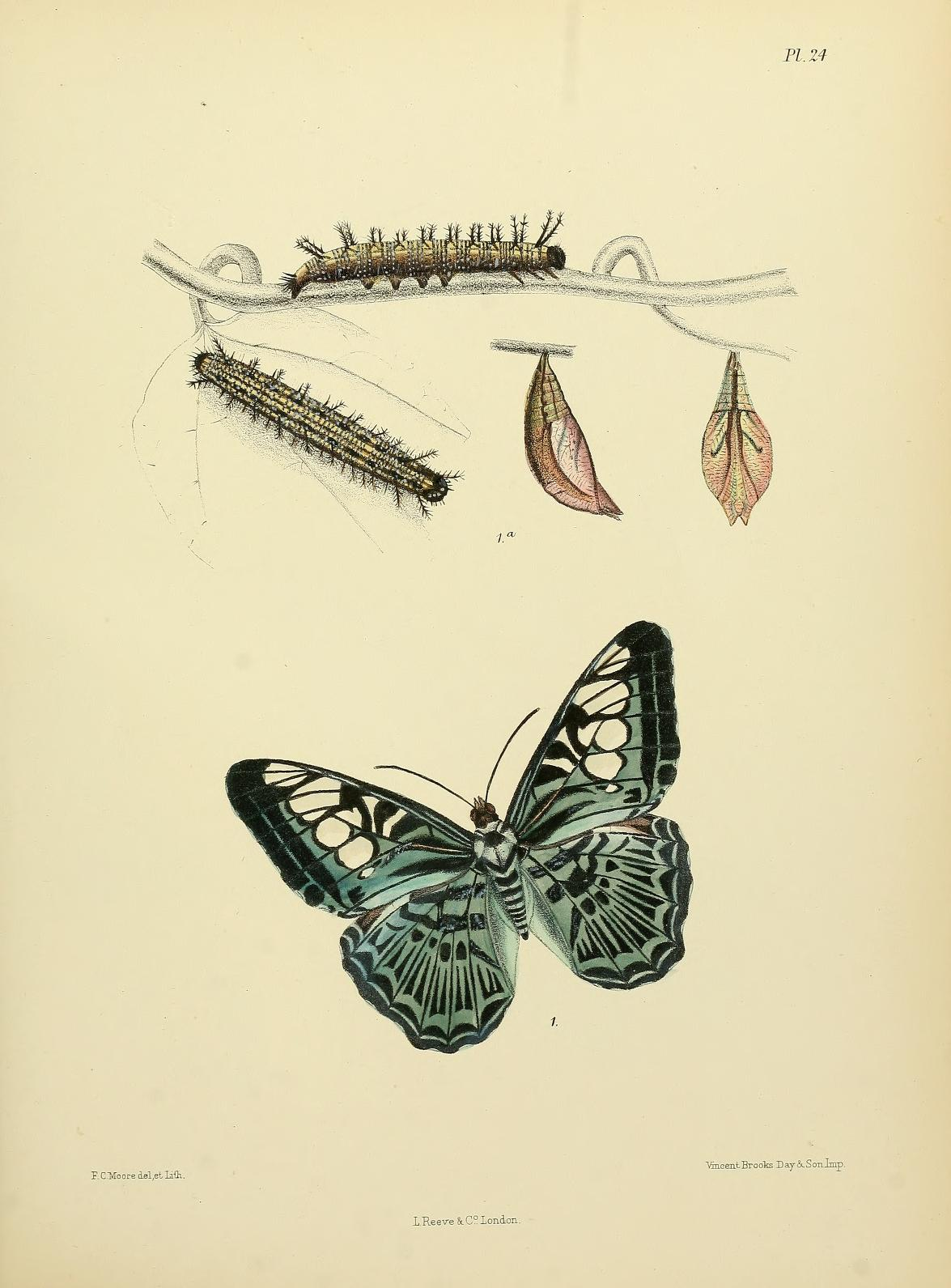
Plate from Frederic Moore's The Lepidoptera of Ceylon depicting the imago, larva and pupa
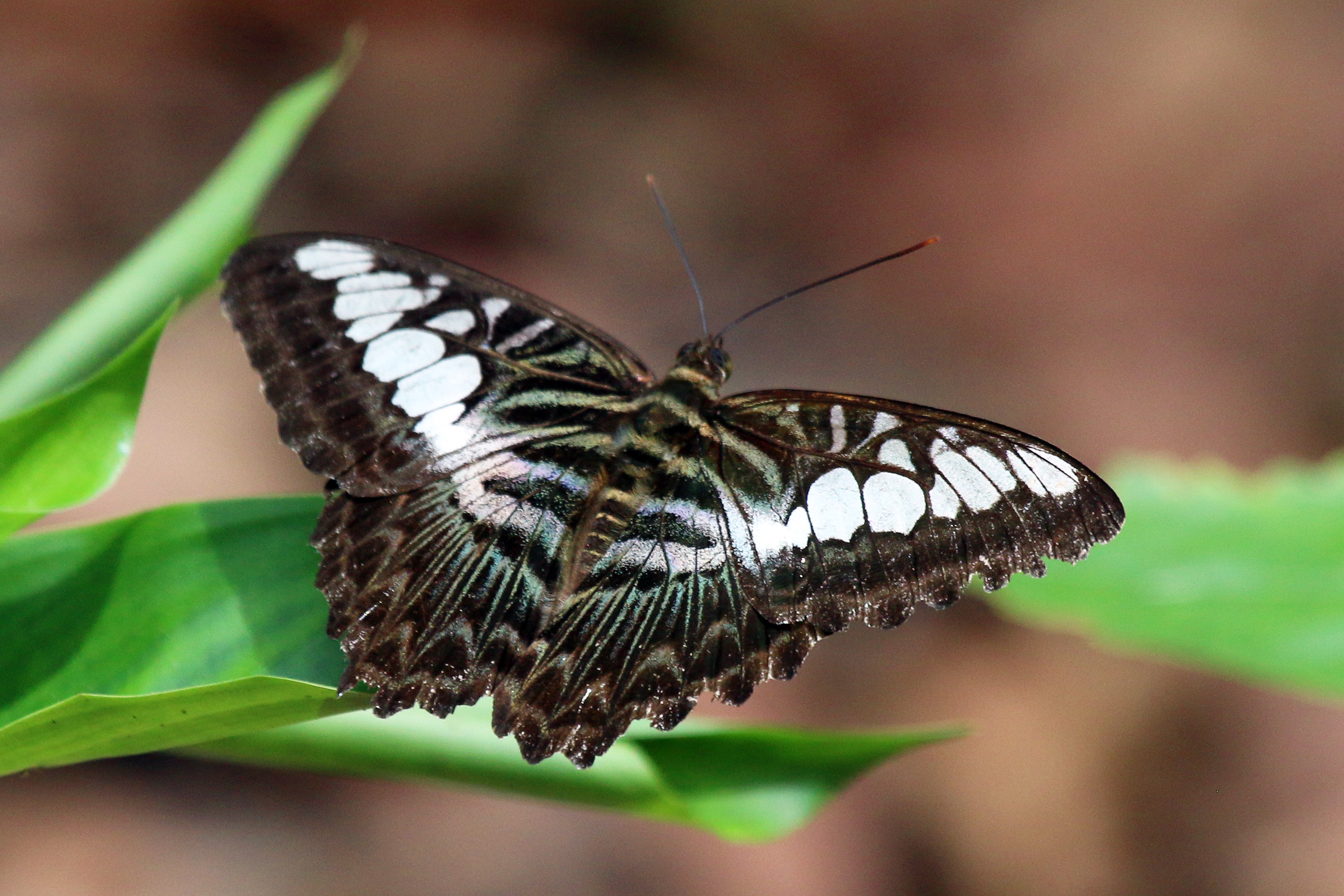
P. s. borneensis, Borneo